# Won Ton Ton, il cane che salvò Hollywood
Won Ton Ton, il cane che salvò Hollywood (Won Ton Ton: The Dog Who Saved Hollywood) è un film del 1976 diretto da Michael Winner.
Facendo la parodia a Rin Tin Tin, il film è ricordato per l'enorme numero di cameo di attori e attrici dell'età d'oro di Hollywood.

## Trama
Won Ton Ton, un pastore tedesco randagio, fugge da un canile e salva altri cani. Incontra l’aspirante attrice Estie Del Ruth e la protegge da un falso regista, attirando così l’attenzione di un produttore cinematografico che decide di farne una star. Il conducente di un tour bus, Grayson Potchuck, si finge il suo padrone per lanciarsi nel mondo del cinema e coinvolge Estie come addestratrice. Il cane ottiene grande successo e Estie riceve finalmente un ruolo, ma viene allontanata dallo studio. Un famoso attore, Rudy Montague, accetta di recitare solo se Estie sarà sua partner, ma poi cerca di eliminarla per gelosia. Il piano fallisce, ma la carriera di tutti crolla. Estie vende Won Ton Ton, ma poco dopo trova fama grazie a una commedia. Aiuta Grayson a rilanciarsi e insieme cercano il cane, che ora lavora come guida per ciechi. Quando lo ritrovano, Estie lo protegge dall’attenzione mediatica negando che sia il famoso cane, per restituirgli la libertà.